# 昆明微蟹蛛
昆明微蟹蛛（学名：Lysiteles kunmingensis）为蟹蛛科微蟹蛛属的动物。在中国大陆，分布于云南等地。该物种的模式产地在云南。